# Porcupine (álbum)
Porcupine es el tercer álbum de estudio de la banda británica de post-punk Echo & the Bunnymen, publicado el 4 de febrero de 1983. Se convirtió en el mayor éxito de la banda llegando al segundo puesto de la lista británica de álbumes, a pesar de la mala recepción inicial por parte de la crítica. Entró en la lista estadounidense Billboard 200 en el puesto 137, mientras que la revista canadiense RPM lo posicionó en el puesto ochenta y cinco de su lista de los más vendidos y llegó al puesto veinticuatro de las listas suecas. En 1984, la British Phonographic Industry le otorgó un disco de oro por vender más de 100 000 copias. Del álbum se extrajeron los sencillos «The Back of Love» y «The Cutter».
Se grabó en tres estudios diferentes: los Trident Studios de Londres, los Rockfield Studios de Gales y Amazon Studios de Liverpool. La producción corrió a cargo de Ian Broudie, acreditado como «Kingbird», quien ya había coproducido el álbum debut de la banda, Crocodiles (1980), y su segundo sencillo «Rescue». Después de que la discográfica de la banda en un inicio rechazase el disco, se regrabó con la colaboración de Shankar tocando los instrumentos de cuerda. Se publicó primeramente en LP en 1983 y después relanzó en formato CD en 1988. En 2003 se reditó en CD, junto con los otros cuatro discos de los primeros cinco de la banda, en versión remasterizada y expandida. Además, se publicó un VHS titulado Porcupine – An Atlas Adventure que contiene seis vídeos promocionales de las canciones del disco.

## Producción

### Antecedentes y grabación
Después de la publicación de Heaven Up Here en 1981, Echo & the Bunnymen atravesaron ciertas dificultades para la composición del material nuevo para su siguiente disco, a pesar de trabajar cinco días a la semana en su sala de ensayos de Liverpool, The Ministry. Mientras que el vocalista Ian McCulloch quería que fuesen la mejor banda del mundo, el bajista Les Pattinson mostraba sus recelos hacia la industria musical, el batería Pete de Freitas producía y tocaba para la banda de Liverpool The Wild Swans en su sencillo debut «Revolutionary Spirit» y Will Sergeant grababa su álbum debut en solitario de música instrumental llamado Themes for 'Grind' (1982).
El 27 de enero de 1982, Echo & the Bunnymen, grabaron su cuarta sesión en el programa radiofónico del disc jockey británico John Peel para la emisora BBC Radio 1. De las pistas grabadas, renombraron «Smack in the Middle» y apareció en el disco con el título de «Higher Hell», mientras que «Taking Advantage» pasó a llamarse «The Back of Love» que también aparece en el disco y se convirtió en el tercer sencillo de la banda. Escogieron a Ian Broudie, quien coprodujo Crocodiles de 1980 y quien era el compañero de piso de Sergeant, para producir «The Back of Love» y el tercer disco de la banda, cuyo título inicial era The Happy Loss. El sencillo, que se convirtió en el primero en entrar en el top 20 del Reino Unido, se grabó a comienzos de 1982 en Trident Studios en el Soho, Londres. Grabar en dicha ciudad fue una novedad, ya que el mánager de la banda, Bill Drummond, hasta ese día les había mantenido alejados de las tentaciones de la capital. Las sesiones de grabación de «The Back of Love» fueron bien, pero las relaciones entre los miembros de la banda estaban tensas; algunos de ellos no se hablaban o cuando lo hacían era para discutir. Drummond era consciente de estas tensiones, por lo cual arregló una gira por Escocia en abril de 1982, para intentar conseguir que la banda trabajase más, compusiese algunas canciones y se comunicasen entre ellos. El plan de Drummond falló, ya que después de los conciertos la tensión seguía igual entre los integrantes del grupo. Aprovecharon la gira por Escocia para tocar dos canciones inéditas que después aparecieron en el álbum: «Clay» y «My White Devil».
Después del lanzamiento de «The Back of Love» el 21 de mayo de 1982, la banda pasó el verano, en primer lugar tocando en el primer WOMAD y después tocando en diversos festivales veraniegos europeos. Después del período estival, la banda continuó con sus grabaciones en los Rockfield Studios en Gales del Sur, donde ya habían grabado sus dos primeros discos, y en los Amazon Studios de Liverpool. El proceso de grabación fue lento. De Freitas comentó: «Porcupine fue duro de componer y de grabar [...] Heaven Up Here fue pura confianza, lo hicimos realmente rápido; nos divertimos mucho haciéndolo – pero este fue como si tuviésemos que obligarnos». McCulloch después dijo que mientras grababan el disco, la atmósfera entre los integrantes de la banda era «horrible».
Cuando entregaron el álbum resultante a Warner Bros. Records, éstos lo rechazaron por ser «demasiado poco comercial». La banda aceptó regrabar el disco, a pesar de las quejas de Sergeant. Usando la versión original del disco como anteproyecto, las sesiones de grabación fueron más tranquilas. Drummond contrató a Shankar para añadir las pistas de instrumentos de cuerda. De estas sesiones salió el siguiente sencillo de la banda, «The Cutter», publicado en enero de 1983 y que significó el primer sencillo de la banda en entrar en el top 10 británico.

### Porcupine – An Atlas Adventure
Después de que Echo & the Bunnymen terminasen la grabación de Porcupine, tocaron un concierto gratuito antes unas 20 000 personas en el Sefton Park de Liverpool. Después de esto, WEA pidió tres vídeos musicales y un nuevo diseño gráfico para el disco. Contrataron al ingeniero de luces de la banda, Bill Butt, para dirigir los vídeos y a Brian Griffin para sacar las fotografías para la portada del disco al igual que para los anteriores dos discos. Con un presupuesto de 16 000 £, Butt decidió que además de las fotografías para la portada, tendría bastante para hacer una grabación audiovisual de media hora de duración. Decidió que quería que los vídeos reflejasen la sensación de frío del disco, por lo que rodó los vídeos en Escocia. Sin embargo, al no contar con la seguridad de que hubiese suficiente nieve en noviembre en Escocia, finalmente trasladaron el rodaje a Islandia.
Se filmó cerca de la cascada helada de Gullfoss, cerca de Reikiavik. McCulloch comentó en 1993 sobre el proceso de rodaje y sus peligros: «Si nos hubiésemos resbalado, no había nada a cientos de pies debajo nuestro». Griffin dijo en 2001: «[...] el sol casi no apareció en todo el tiempo que estuvimos allí. Era un esfuerzo enorme para andar, levantarnos o incluso pensar». A pesar del peligro, el rodaje obtuvo su gratificación cuando la revista musical británica Q comentó en 2001 que «La portada de Porcupine personifica el arqueotipo de una banda de rock heroica — hombres jóvenes en una confusa pero gloriosa misión, eterna como las estrellas o el mar». El rodaje concluyó en diciembre de 1982 con la banda tocando las canciones del disco en su local de ensayo en The Ministry. Butt intercaló el ensayo con piezas del documental ruso de 1929 El hombre con la cámara y proyectó efectos de acuarela psicodélicos sobre los integrantes de la banda. Castle Hendring publicó un vídeo VHS, titulado Porcupine — An Atlas Adventure en 1983, que incluye seis vídeos musicales: «In Bluer Skies», «The Cutter», «My White Devil», «Porcupine», «Heads Will Roll» y The «Back of Love».
El periodista musical describió la portada del disco en la publicación británica Smash Hits, diciendo: «Islandia parece un lugar apropiado para esta banda. Aislado, frío, inhóspito y encaja perfectamente con la imagen taciturna que se han impuesto».

## Música
Después de que la compañía discográfica WEA rechazase la versión inicial del disco, Drummon contrató nuevamente a Shankar, quien previamente tocó instrumentos de cuerda en «The Back of Love», para añadir cuerdas al resto del disco y así intentar darle una producción más brillante y para construir sobre el éxito de aquel sencillo. Cuando grabaron «The Cutter», Sergeant pidió a Shankar que insinuase la melodía del éxito de Cat Stevens de 1967 «Matthew and Son».
McCulloch dijo en 1984: «Creo que Porcupine fue un típico álbum autobiográfico, la cosa más honesta que jamás haya compuesto o cantado». Hablando sobre cómo le hacía sentir el disco, dijo que «encontraba el material muy duro de interpretar,  como muy opresivo. Es la única razón por la que no me gustaba el álbum. Las canciones eran geniales, pero no me hacían feliz». También dijo que «muchas de las canciones son sobre aceptar los extremos dentro de mi».

## Recepción
Después de la publicación de Porcupine en 1983, el periodista de NME Barney Hoskyns escribió una reseña negativa del disco. Hoskyns comento: «Porcupine es un penoso evento de un grupo de rock excitante e importante atrapado en sus puntos más fuertes, una fuerza dinámica esforzándose infructuosamente en escapar del brillante camino que tiene detrás». Hoskyns comparó el sonido del álbum con la banda «dependiendo de sus propios grandes éxitos y atacándolos». También criticó las letras de McCulloch y el clima general del disco, afirmando que «sólo en la canción "Porcupine" parece que se fusionen las desesperadas tensiones», y desestimando toda la segunda parte del disco diciendo que «horroriza más por su constante falta de inspiración, siendo que cada tema se parece a las anteriores sin nada de energía ni inventiva».
En la primera reseña de Allmusic, describieron Porcupine como un «lanzamiento sólido»; una «escucha notablemente mejor que el de su predecesor, Heaven Up Here» y que «bien merece una escucha». Cuando hicieron la crítica de la versión remasterizada de 2003, añadieron que «la reedición es una expansión muy bien hecha de un álbum ya de por sí bueno». Pitchfork Media dijo del álbum que era «la afirmación definitiva de la banda» y describió la canción «The Back of Love» como «el increíble momento de la carrera del grupo». El disco apareció en las listas de lo mejor de 1983 elaboradas por la crítica de Melody Maker, donde se posicionó en el noveno lugar, y en NME, en el puesto número treinta y dos. El álbum también figuró en el libro de 2006 1001 Albums You Must Hear Before You Die.
El disco alcanzó el puesto número dos en las listas británicas, el 137 en el Billboard 200 estadounidense, el ochenta y cinco en la lista canadiense, y el veinticuatro en la lista sueca. Echo & they Bunnymen recibieron un disco de oro entregado por la British Phonographic Industry, gracias a las ventas superiores a 100 000 copias en el Reino Unido. De los sencillos extraídos de Porcupine, «The Back of Love» alcanzó el puesto número diecinueve en la lista UK Singles Chart, mientras que «The Cutter» alcanzó el puesto número ocho. Además, «The Back of Love» se convirtió en el primer sencillo de la banda en entrar en la lista irlandesa de sencillos donde alcanzó el puesto número veinticuatro, mientras que «The Cutter» llegó al número diez. El sencillo «Never Stop (Discotheque)» alcanzó el puesto número quince en la UK Singles Chart y el ocho en el Irish Singles Chart.

## Lanzamientos
Porcupine se publicó primeramente en formato LP a través de la discográfica Korova el 4 de febrero de 1983 en el Reino Unido, mientras que se lanzó el 23 de febrero del mismo año en Estados Unidos, a través de Sire Records. El disco original contiene cinco pistas en cada cara. Al igual que los álbumes previos de Echo & the Bunnymen, Martyn Atkins diseñó la portada y Brian Griffin se encargó de la fotografía. Se lanzó en formato CD por primera vez el 7 de abril de 1988.
En 2003, Porcupine se remasterizó y reeditó en CD junto a los otros cuatro primeros discos de la banda; estas reediciones se conocen como las ediciones 25 aniversario. Se añadieron siete pistas adicionales al disco: «Fuel», que era la segunda cara B de la versión del sencillo doce pulgadas «The Back of Love»; versiones alternativas de «The Cutter», «My White Devil», «Porcupine», «Ripeness» y «Gods Will Be Gods» que son versiones primeras de las sesiones de grabación del disco; y «Never Stop (Discotheque)», versión doce pulgadas del sencillo que no aparece en el disco y se publicó después del lanzamiento de  Porcupine. Las versiones alternativas de «My White Devil», «Porcupine» y «Ripeness» eran inéditas hasta el momento. Andy Zax y Bill Inglot fueron los encargados de la producción de la reedición de 2003.
Dos de las pistas del álbum Porcupine original se extrajeron como sencillos. El primero fue «The Back of Love», publicado el 21 de mayo de 1982, mientras que el segundo fue «The Cutter», publicado el 14 de enero de 1983. «Never Stop (Discotheque)», que en un principio fue un sencillo que no aparecía en ninguno de sus discos, se lanzó el 8 de julio de 1983, y se incluyó en la versión remasterizada de 2003 como pista adicional.

## Lista de canciones
Todas las canciones escritas y compuestas por Will Sergeant, Ian McCulloch, Les Pattinson y Pete de Freitas. 
| Cara A |                    |          |  |
| N.º    | Título             | Duración |  |
| 1.     | «The Cutter»       | 3:56     |  |
| 2.     | «The Back of Love» | 3:14     |  |
| 3.     | «My White Devil»   | 4:41     |  |
| 4.     | «Clay»             | 4:15     |  |
| 5.     | «Porcupine»        | 6:01     |  |

| Cara B |                     |          |  |
| N.º    | Título              | Duración |  |
| 6.     | «Heads Will Roll»   | 3:33     |  |
| 7.     | «Ripeness»          | 4:50     |  |
| 8.     | «Higher Hell»       | 5:01     |  |
| 9.     | «Gods Will Be Gods» | 5:25     |  |
| 10.    | «In Bluer Skies»    | 4:33     |  |

| Pistas adicionales edición 2003 |                                           |          |  |
| N.º                             | Título                                    | Duración |  |
| 11.                             | «Fuel»                                    | 4:09     |  |
| 12.                             | «The Cutter» (versión alternativa)        | 4:10     |  |
| 13.                             | «My White Devil» (versión alternativa)    | 5:02     |  |
| 14.                             | «Porcupine» (versión alternativa)         | 4:04     |  |
| 15.                             | «Ripenes»                                 | 4:43     |  |
| 16.                             | «Gods Will Be Gods» (versión alternativa) | 5:31     |  |
| 17.                             | «Never Stop (Discotheque)»                | 4:45     |  |

| Porcupine – An Atlas Adventure |                    |          |  |
| N.º                            | Título             | Duración |  |
| 1.                             | «In Bluer Skies»   |          |  |
| 2.                             | «The Cutter»       |          |  |
| 3.                             | «My White Devil»   |          |  |
| 4.                             | «Porcupine»        |          |  |
| 5.                             | «Heads Will Roll»  |          |  |
| 6.                             | «The Back of Love» |          |  |

## Personal
| Echo & The Bunnymen - Ian McCulloch – voz, guitarra - Will Sergeant – guitarra líder - Les Pattinson – bajo - Pete de Freitas – batería Músicos adicionales - Shankar – instrumentos de cuerda | Producción - Ian Broudie – producción - Dave Bascombe – ingeniería - Paul Cobald – ingeniería - Colin Fairley – ingeniería - Dave Woolley – ingeniería - Steve Short – ingeniería - Steve Presige – ingeniería - Brian Griffin – fotografía - Martyn Atkins – diseño - Andy Zax – producción (reedición) - Bill Inglot – producción (reedición), remasterización (reedición) - Dan Hersch – remasterización (reedición) - Rachel Gutek – diseño (reedición) |